# Mehdija Suljić
Mehdija Suljić (ur. 25 lutego 1986) – bośniacka lekkoatletka specjalizująca się w skoku o tyczce.

## Osiągnięcia
- reprezentantka kraju w zawodach pucharu Europy

## Rekordy życiowe
- skok o tyczce - 2,40 (2005) rekord Bośni i Hercegowiny